# ويس ستيفنز
ويس ستيفنز (بالإنجليزية: Wes Stevens)‏ هو مدير فني أمريكي، ولد في 10 ديسمبر 1919، وتوفي في 25 ديسمبر 1994.